# Світязька вулиця (Київ)
Сві́тязька ву́лиця — вулиця в Подільському районі міста Києва, місцевість Селище Шевченка. Пролягає від Кобзарського провулку до безіменного проїзду між вулицями Красицького та Кобзарською (на деяких мапах цей проїзд позначений як провулок Водників).

## Історія
Вулиця виникла у 50-ті роки XX століття під назвою 720-та Нова. 1953 року отримала назву вулиця Водників.
Сучасна назва — з 2022 року.